# Saliou Ciss
Pour les articles homonymes, voir Ciss et Saliou.
Saliou Ciss, né le 15 septembre 1989 à Dakar, est un footballeur international sénégalais. Il évolue au poste d'arrière gauche. Il est aussi le frère de Pathé Ciss, également international sénégalais.

## Biographie

### En club

#### Débuts européens en Norvège (2010-2013)
Après ses débuts au Sénégal, Saliou Ciss débarque en Europe en 2010 dans le championnat norvégien, à Tromsø. Il fait ses débuts en championnat le 5 mai 2010 en entrant en jeu face au SK Brann. Il est titulaire pour la première fois le 10 juillet 2010 lors d'un match face au Hønefoss BK. Il inscrit son premier but le 18 septembre 2011 contre Strømsgodset IF. Pour sa première saison en Norvège, il dispute 13 rencontres.
Il découvre également les compétitions européennes en juin 2011 en jouant des matchs de qualification de Ligue Europa.

#### Valenciennes FC (2013-2017)
Pendant l'été 2013 et après quatre ans en Norvège, Saliou Ciss arrive à Valenciennes qui évolue en Ligue 1 dans le but de remplacer Gaëtan Bong, parti pour l'Olympiakos le Pirée. Le 31 août 2013, il est titulaire pour son premier match avec le VAFC lors d'un déplacement à Lorient. En fin de saison, son club est relégué et il joue ainsi en deuxième division l'année suivante.
Lors de la saison 2016-2017, il est placé plus haut sur le terrain par Faruk Hadžibegić, ce qui lui permet de marquer ses premiers buts sous le maillot valenciennois. Son premier but a lieu le 26 août 2016 face à Laval. Il termine même deuxième meilleur buteur du club lors de cette saison en inscrivant 8 buts.

#### Angers SCO (2017-2019)
En fin de contrat au VAFC, il s'engage librement au Angers SCO pour une durée de trois ans. Il retrouve ainsi la Ligue 1. Il joue son premier match sous ses nouvelles couleurs le 21 octobre 2016 lors de la réception de Toulouse. Quatre jours plus tard, il inscrit son premier but en ouvrant le score face à Nancy en Coupe de la Ligue.
En manque de temps de jeu et dans la perspective de disputer la Coupe du monde, il est prêté en janvier 2018 à son ancien club, le Valenciennes FC, en compagnie de son coéquipier Mehdi Tahrat.
Après être revenu à Angers en 2018-2019 où il ne joue aucun match, il est de nouveau prêté à Valenciennes en janvier 2019.

#### AS Nancy-Lorraine (2019-2022)
Après avoir résilié son contrat avec son ancien club, il signe à AS Nancy-Lorraine pour une durée de 3 ans. A l'issue de la saison 2021-2022, l'AS Nancy-Lorraine est relégué en National et Ciss ne prolonge pas son contrat. Après deux années sans club, il annonce la fin de sa carrière, le 2 septembre 2024.

### En sélection nationale
Saliou Ciss est appelé pour la première fois avec le Sénégal en 2012. Le 14 novembre 2012, il est titulaire lors d'un match amical face au Niger. Après ce match, il devra attendre jusqu'en mai 2014 pour retrouver la sélection à l'occasion d'un match contre la Colombie.
En janvier 2017, il est sélectionné pour disputer la Coupe d'Afrique des nations 2017 au Gabon. Il est titulaire lors du 3e match de groupe face à l'Algérie. Il entre en jeu lors des quarts de finale en fin de match face au futur vainqueur de la compétition, le Cameroun.
Il devient un cadre important avec les Lions de la Téranga lors des  qualifications pour la Coupe du monde 2018 où il participe à huit matchs entre novembre 2015 et novembre 2017.
Il est par la suite régulièrement titularisé avec le Sénégal, notamment lors de la Coupe d'Afrique des nations 2021 au Cameroun, compétition qu'il remporte avec sa sélection face à l'Égypte.

## Statistiques
| Saison                | Club                   | Championnat           | Championnat | Championnat | Coupe nationale | Coupe nationale | Coupe de la Ligue | Coupe de la Ligue | Compétition(s) continentale(s) | Compétition(s) continentale(s) | Compétition(s) continentale(s) | Sénégal | Sénégal | Total | Total |
| Saison                | Club                   | Division              | M.          | B.          | M.              | B.              | M.                | B.                | Comp.                          | M.                             | B.                             | M.      | B.      | M.    | B.    |
| 2010                  | Tromsø IL              | Tippeligaen           | 13          | 0           | 3               | 0               | -                 | -                 | -                              | -                              | -                              | -       | -       | 16    | 0     |
| 2011                  | Tromsø IL              | Tippeligaen           | 20          | 1           | 2               | 0               | -                 | -                 | C3                             | 4                              | 0                              | -       | -       | 26    | 1     |
| 2012                  | Tromsø IL              | Tippeligaen           | 23          | 1           | 7               | 1               | -                 | -                 | C3                             | 3                              | 0                              | 1       | 0       | 34    | 2     |
| 2013                  | Tromsø IL              | Tippeligaen           | 15          | 0           | 3               | 0               | -                 | -                 | C3                             | 6                              | 0                              | -       | -       | 24    | 0     |
| Sous-total            | Sous-total             | Sous-total            | 71          | 2           | 15              | 1               | -                 | -                 | -                              | 13                             | 0                              | 1       | 0       | 100   | 3     |
| 2013-2014             | Valenciennes FC        | Ligue 1               | 23          | 0           | 1               | 0               | 1                 | 0                 | -                              | -                              | -                              | 1       | 0       | 26    | 0     |
| 2014-2015             | Valenciennes FC        | Ligue 2               | 26          | 0           | 2               | 0               | 1                 | 0                 | -                              | -                              | -                              | -       | -       | 29    | 0     |
| 2015-2016             | Valenciennes FC        | Ligue 2               | 14          | 0           | 1               | 0               | 1                 | 0                 | -                              | -                              | -                              | 3       | 0       | 19    | 0     |
| 2016-2017             | Valenciennes FC        | Ligue 2               | 27          | 8           | -               | -               | -                 | -                 | -                              | -                              | -                              | 8       | 0       | 35    | 8     |
| Sous-total            | Sous-total             | Sous-total            | 90          | 8           | 4               | 0               | 3                 | 0                 | -                              | -                              | -                              | 12      | 0       | 109   | 8     |
| 2017-2018             | Angers SCO             | Ligue 1               | 3           | 0           | 1               | -               | 2                 | 1                 | -                              | -                              | -                              | 4       | 0       | 10    | 1     |
| 2017-2018             | Valenciennes FC (prêt) | Ligue 2               | 9           | 2           | -               | -               | 2                 | -                 | -                              | -                              | -                              | -       | -       | 11    | 2     |
| 2018-2019             | Valenciennes FC (prêt) | Ligue 2               | 18          | 0           | -               | -               | -                 | -                 | -                              | -                              | -                              | -       | -       | 18    | 0     |
| 2019-2020             | AS Nancy Lorraine      | Ligue 2               | 18          | 6           | 2               | 0               | 1                 | -                 | -                              | -                              | -                              | -       | -       | 21    | 6     |
| 2020-2021             | AS Nancy Lorraine      | Ligue 2               | 27          | 5           | -               | -               | -                 | -                 | -                              | -                              | -                              | -       | -       | 27    | 5     |
| 2021-2022             | AS Nancy Lorraine      | Ligue 2               | 24          | 1           | 1               | -               | -                 | -                 | -                              | -                              | -                              | -       | -       | 25    | 1     |
| Total sur la carrière | Total sur la carrière  | Total sur la carrière | 260         | 23          | 20              | 1               | 5                 | 1                 | -                              | 13                             | 0                              | 17      | 0       | 315   | 25    |

## Palmarès
- Vainqueur : 2021 avec le Sénégal

### Distinctions individuelles
- Membre de l'équipe-type de la Coupe d'Afrique des nations en 2021;